# Polisportiva Turris 1969-1970
| N. |                   | Ruolo | Calciatore           |
| -- | ----------------- | ----- | -------------------- |
|    | Italia (bandiera) |       | Michele Apa          |
|    | Italia (bandiera) |       | Alfredo Ballarò      |
|    | Italia (bandiera) |       | Francesco Carotenuto |
|    | Italia (bandiera) | P     | Francesco Cenci      |
|    | Italia (bandiera) |       | Francesco Ciardi     |
|    | Italia (bandiera) |       | Bruno Di Carlo       |
|    | Italia (bandiera) |       | Francesco Lucchetti  |
|    | Italia (bandiera) |       | Claudio Ludovisi     |
|    | Italia (bandiera) |       | Antonio Maggio       |
|    | Italia (bandiera) |       | Nicola Mavelli       |
|    | Italia (bandiera) |       | Sergio Parlato       |

| N. |                   | Ruolo | Calciatore            |
| -- | ----------------- | ----- | --------------------- |
|    | Italia (bandiera) |       | Pellegrino Piscitelli |
|    | Italia (bandiera) |       | Vincenzo Polselli     |
|    | Italia (bandiera) |       | Mauro Porri           |
|    | Italia (bandiera) |       | Ciro Porro            |
|    | Italia (bandiera) |       | Dante Portelli        |
|    | Italia (bandiera) |       | Sebastiano Scarfato   |
|    | Italia (bandiera) |       | Mario Schettino       |
|    | Italia (bandiera) |       | Francesco Scarpato    |
|    | Italia (bandiera) |       | Alberto Trotti        |
|    | Italia (bandiera) |       | Liugi Viale           |
|    | Italia (bandiera) |       | Piero Villa           |